# Мир (альбом)
Мир  (укр. Світ)  — п'ятий студійний альбом російського альтернативного гурту Lumen. Записаний в 2009 році. Робота над ним велася на студії Marinsound. До альбому входить 14 композицій. Пісні з платівки ще до появи на прилавках були викладені на офіційному сайті гурту. 22 травня «Мир» надійшов у продаж. За результатами першого тижня продажів зайняв четверте місце в чарті продажів альбомів на території Росії.

## Список композицій
| #   | Назва                          | Тривалість |
| --- | ------------------------------ | ---------- |
| 1.  | «Последний шанс»               | 2:41       |
| 2.  | «Вся вера и любовь этого мира» | 4:09       |
| 3.  | «Гонка»                        | 3:15       |
| 4.  | «Лабиринт»                     | 4:23       |
| 5.  | «Слова»                        | 2:44       |
| 6.  | «Беги»                         | 5:02       |
| 7.  | «Не надо снов»                 | 3:18       |
| 8.  | «Осеннее небо»                 | 4:47       |
| 9.  | «Паспорт»                      | 2:45       |
| 10. | «Дотянуться до звезды»         | 3:07       |
| 11. | «Другой мир»                   | 3:23       |
| 12. | «Секунда»                      | 3:48       |
| 13. | «Ржавчина»                     | 4:09       |
| 14. | «Когда»                        | 4:11       |

## Нагороди
Премія RAMP-2009 в номінації «Альбом року».

## Цікаві факти
- Володарі ліцензійних CD отримали можливість безкоштовного проходу на будь сольний концерт гурту 2009 року.[2]
- Пісня «Беги» прозвучала у фільмі «На грі».
- Була знята хроніка запису альбому, що потім потрапила на CD.

## Учасники

### Музиканти
- Рустем «Тем» Булатов — вокал, шумові ефекти.
- Ігор «Гарік» Мамаєв — гітара.
- Євген «Джміль» Трішин — бас-гітара.
- Денис «Ден» Шаханов — ударні.
- Вадим Базеєв — акустична гітара (14).

### Звукозапис
- Влад Савватеєв — звукорежисер, зведення.
- Борис Істомін — мастеринг.
- Павло Воліков — дизайн.
- Вадим Базеєв — продюсер, фотографії в оформленні альбому[3].